# Europees kampioenschap voetbal onder 18 - 1986
Het Europees kampioenschap voetbal mannen onder 18 werd gehouden in 1986 in Joegoslavië. Er werd gespeeld vanaf 11 tot en met 15 oktober 1986. Het toernooi werd gewonnen door de DDR. Vanaf dit jaar was het deelnemersaantal van het toernooi verkleind van zestien naar acht. Ook werd er nog maar één keer in de twee jaar gespeeld, in plaats van elk jaar, maar dat zou in 1992 weer worden teruggedraaid.
Dit toernooi bood ook de mogelijkheid tot kwalificatie voor het wereldkampioenschap onder 20 in 1987 in Chili. De vier halvefinalisten kwalificeerden zich hiervoor direct, van de vier verliezers gingen er twee naar het toernooi, dit werd beslist via een play-off. West-Duitsland, Italië, Oost-Duitsland, Schotland, Bulgarije en Joegoslavië zouden zich voor dat toernooi kwalificeren.

## Gekwalificeerde landen
| # | Land                           | Gekwalificeerd als |
| - | ------------------------------ | ------------------ |
| 1 | Schotland                      | Winnaar groep 1    |
| 2 | België                         | Winnaar groep 2    |
| 3 | Joegoslavië                    | Winnaar groep 3    |
| 4 | Italië                         | Winnaar groep 4    |
| 5 | West-Duitsland                 | Winnaar groep 5    |
| 6 | Duitse Democratische Republiek | Winnaar groep 6    |
| 7 | Bulgarije                      | Winnaar groep 7    |
| 8 | Roemenië                       | Winnaar groep 8    |

## Knock-outschema
|  | kwartfinale               | kwartfinale               |                       |   | halve finale          | halve finale          |   |  | finale | finale |
|  |                           |                           |                       |   |                       |                       |   |  |        |        |
|  | 11 oktober − Subotica     |                           |                       |   |                       |                       |   |  |        |        |
|  |                           |                           |                       |   |                       |                       |   |  |        |        |
|  | DDR                       | 2                         |                       |   |                       |                       |   |  |        |        |
|  | DDR                       | 2                         | 13 oktober − Sombor   |   |                       |                       |   |  |        |        |
|  | Joegoslavië               | 0                         |                       |   |                       |                       |   |  |        |        |
|  | Joegoslavië               | 0                         | DDR                   | 1 |                       |                       |   |  |        |        |
|  | 11 oktober − Kula         |                           | DDR                   | 1 |                       |                       |   |  |        |        |
|  |                           | West-Duitsland            | 0                     |   |                       |                       |   |  |        |        |
|  | Roemenië                  | West-Duitsland            | 0                     | 0 |                       |                       |   |  |        |        |
|  | Roemenië                  |                           | 15 oktober − Subotica | 0 |                       |                       |   |  |        |        |
|  | West-Duitsland            | 3                         |                       |   |                       |                       |   |  |        |        |
|  | West-Duitsland            | 3                         | DDR                   | 3 |                       |                       |   |  |        |        |
|  | 11 oktober − Bačka Topola |                           | DDR                   | 3 |                       |                       |   |  |        |        |
|  |                           | Italië                    | 1                     |   |                       |                       |   |  |        |        |
|  | Schotland                 | Italië                    | 1                     | 1 |                       |                       |   |  |        |        |
|  | Schotland                 | 13 oktober − Bačka Topola |                       | 1 |                       |                       |   |  |        |        |
|  | Bulgarije                 | 0                         |                       |   |                       |                       |   |  |        |        |
|  | Bulgarije                 | 0                         | Schotland             | 0 | derde plaats          | derde plaats          |   |  |        |        |
|  | 11 oktober − Sombor       |                           | Schotland             | 0 | derde plaats          | derde plaats          |   |  |        |        |
|  |                           | Italië                    | 1                     |   | 15 oktober − Subotica | 15 oktober − Subotica |   |  |        |        |
|  | België                    | Italië                    | 1                     | 1 | 15 oktober − Subotica | 15 oktober − Subotica |   |  |        |        |
|  | België                    |                           |                       |   |                       | West-Duitsland        | 1 |  |        |        |
|  | Italië                    | 2                         |                       |   |                       | West-Duitsland        | 1 |  |        |        |
|  | Italië                    | 2                         | Schotland             | 0 |                       |                       |   |  |        |        |
|  |                           |                           | Schotland             | 0 |                       |                       |   |  |        |        |

## Plek 5–8
Winnaars kwalificeerden zich voor het WK–20 van 1987.
| Team 1      | Uitslag | Team 2   | Datum      | Locatie  |
| ----------- | ------- | -------- | ---------- | -------- |
| Bulgarije   | 1–0     | België   | 13 oktober | Senta    |
| Joegoslavië | 5–0     | Roemenië | 13 oktober | Čantavir |

## Finale
|                 |                                 |     |                 |                                                           |
| 15 oktober 1986 | Duitse Democratische Republiek  | 1–0 | Italië          | Subotica Toeschouwers: 1.000 Scheidsrechter: Nemeth (HUN) |
| 15 oktober 1986 | Kruse 30' Sammer 42' Köller 81' |     | 17' Impallomeni | Subotica Toeschouwers: 1.000 Scheidsrechter: Nemeth (HUN) |